# Išpakai
Išpakai war ein König der Skythen, der sich mit den Mannäern verbündete und in den Jahren 680 bis 677 v. Chr. die Assyrer angriff, und schließlich von König Asarhaddon geschlagen wurde.